# 兵庫県立東神戸高等学校
兵庫県立東神戸高等学校（ひょうごけんりつひがしこうべこうとうがっこう）は、兵庫県神戸市灘区にあった普通科定時制の県立高等学校。
兵庫県立神戸高等学校と校舎を共用していたが、新設の多部制単位制高校兵庫県立西宮香風高等学校に集約代替する形で2001年より募集停止し2004年をもって廃校となった。
なお、現在は兵庫県立神戸高等学校の専用となった本館校舎の西側には、廃校に際して記念碑が設置された。

## 設置学科
- 定時制課程
  - 普通科

## 沿革
- 1928年4月 - 兵庫県立神戸夜間中学講習所設置。
- 1929年4月 - 兵庫県立第一神戸夜間中学講習所と改称。
- 1932年6月 - 兵庫県立第一神戸夜間中学と改称。
- 1946年4月 - 兵庫県立東神戸高等学校と改称。
- 2004年3月31日 - 閉校。

## 所在地
- 〒657-0804　兵庫県神戸市灘区城の下通1丁目5番1号

## 出身有名人
- 角田裕育（ジャーナリスト）